# Културни центар Новог Сада
Културни центар Новог Сада је градска установа Новог Сада за развој културе и уметности. Налази се у улици Католичка порта 5. Организује књижевне и друштвене трибине, сценске, музичке, ликовне и филмске програме, издавачку делатност, фестивале, мултимедијалне и интердисциплинарне пројекте.

## Историја
Први програм „Вече младе војвођанске поезије” Омладинске катедре при Народном универзитету је одржан 21. октобра 1954. у Омладинском дому у улици Јована Суботића бр. 3 (садашње Новосадско позориште) у којем су учествовали Мирослав Антић, Флорика Штефан, Михал Бабинка, Бранислав Купусинац, Петар Поповић и Миодраг Тодоровић. Уводно предавање „Поезија и политика” је одржао Лазар Чурчић. Програм је водио уредник Катедре Милета Павлов. Први број „Поља” је објављен 1955. године, са мањим прекидима појављивао се редовно. Прво уредништво су чинили Илија Врсајков, Бошко Петровић, Дејан Познановић, Јован Солдатовић, Лазар Чурчић, Петар Поповић и Милета Павлов. Трибина је ускоро, незванично, добила назив „Трибина младих” што је и званично 1. септембра 1956. У првих неколико година рада на трибинама су учествовали Оскар Давичо, Васко Попа, Душан Матић, Станислав Винавер, Милан Коњовић, Мирослав Чангаловић, Јован Христић, Бранко Миљковић, Милорад Мацура, Живојин Ћулум, Борислав Михајловић Михиз, Петар Џаџић, Радомир Константиновић, Ото Бихаљи Мерин, Катарина Амброзић, Бора Ћосић, Бора Радовић, Љуба Тадић, Љубица Раваси, Марио Маскарели, Зоран Мишић и Александар Тишма. Од 1. јануара 1978. ова институција постаје Културни центар младих „Соња Маринковић”, настала је интеграцијом Трибине младих и Културног центра омладине „Соња Маринковић”, а 1984. године се оснива Културни центар Новог Сада интеграцијом Културног центра младих „Соња Маринковић” и дела ликовног Радничког универзитета „Радивој Ћирпанов”, а издвојен је АКУД „Соња Маринковић” у засебну целину. Прикупљена је грађа за објављивање монографије о програмима ових институција на преко седамсто куцаних страница. Садрже редакције ликовног, говорног, музичког, сценског и филмског програма. Организовали су пројекте „Конференција о регионалној стабилности”, „Европска престоница културе”, „Ледена тишина говори” и „Нови Сад Опен Арт”, као и фестивале Новосадски џез фестивал, Инфант, Просефест, ЕУРО-ИН ФИЛМ, Антићеви дани, Поезика и Летњу џез академију Нови Сад – Дортмунд.